# Linienprojektorganisation
Bei der Linienprojektorganisation wird ein Projekt im jeweiligen Funktionsbereich einer Linienorganisation eingegliedert. Der Projektmanager ist dem Leiter der Fachabteilung direkt unterstellt. Das kann einen Nachteil darstellen, da der Projektmanager von den Intentionen des Fachabteilungsleiters abhängig ist.
Projekte kommen dann zum Einsatz, wenn Aufgaben im Rahmen der Primärorganisation nicht befriedigend gelöst werden können.
Zur Durchführung entsprechender Projekte bedient man sich der Projektorganisation, die eine Form der Sekundärorganisation darstellt. Hierbei handelt es sich um eine Strukturform, die parallel zu einer existierenden Primärorganisation eingerichtet wird. Sie greifen daher nicht in die bestehende Organisationsstruktur ein. Bestehende Abteilungs- oder Bereichsleitungen behalten ihre grundsätzliche Weisungsbefugnis. In bestimmten Belangen – den Projektgegenständen – sind die Projektmitarbeiter jedoch zusätzlich einem Projektleiter unterstellt. Eine Projektorganisation lässt sich an ihrer zeitlichen Befristung, der klar abgegrenzten Aufgabenstellung und der differenzierten inneren Struktur im Aufbau und im Ablauf erkennen.
Man unterscheidet zwischen Linien-, Stabs- und Matrixprojektorganisation.
Die Linien-Projektorganisation zeichnet sich, im Gegensatz zu den anderen Formen durch weitreichende Kompetenzen des Projektmanagers und die zumeist räumliche und zeitliche Konzentration des Projektteams aus. Auch differenziert sie am stärksten zwischen Primär- und Sekundärorganisation.
Im Aufbau der Linien-Projektorganisation wird aus allen Projektmitarbeitern eine Organisationseinheit gebildet, die unter der Leitung eines Projektmanagers steht. Die Projektmitarbeiter werden für die Durchführung des Projektes aus der bestehenden Organisation herausgelöst und räumlich zusammengefasst. Aufgabe des Projektleiters ist es die Termine, Kosten und den Leistungserstellungsprozess zu koordinieren. Er selbst untersteht zumeist einem Vorgesetzten und ist diesem für die Durchführung des Projektes verantwortlich. Der Projektmanager befindet sich somit in der Position eines Linienvorgesetzten. Die Projektmitarbeiter unterstehen ihm für die Projektdauer sowohl disziplinarisch als auch fachlich.
Damit kommt es zu einer Parallel- oder Sekundärorganisation mit einem hohen Maß an Eigenständigkeit. Daher, und aufgrund der vollen Konzentration des Projektteams auf das Projekt kommt es zu einer höheren Identifikation der Projektmitarbeiter mit der Aufgabe, was sich in einer erhöhten Bereitschaft zur Bewältigung von Schwierigkeiten äußern kann. Die Linien-Projektorganisation ermöglicht eine rasche projektbezogene Entscheidungsfindung und hohe Flexibilität.
Eine große Gefahr besteht nicht nur darin, dass innerhalb des Projektes die traditionelle Hierarchie mit ihren Stärken und Schwächen reproduziert wird. Auch die Stellung der Mitarbeiter, ihre Auslastung und die Wiedereingliederung in die Primärorganisation stellen erhebliche Problemfelder dar.
So werden Mitarbeiter aus verschiedenen Abteilungen für die Dauer des Projektes abgestellt. Dies bedeutet für die betroffenen Abteilungen eine qualitative und quantitative Schwächung. Damit besteht die Gefahr, dass die Abteilungen versuchen, jene Mitarbeiter zu entsenden, die in der Abteilung am wenigsten fehlen. Es liegt vor allem in der Hand des Auftraggebers, für die richtige Zusammensetzung des Projektteams zu sorgen.
Während der Projektdauer kann es zu unterschiedlichen Auslastungen des Personals kommen. Somit sind in dieser Organisationsform Leerläufe einerseits und Überlastungen andererseits nicht ausgeschlossen.
Was die Rückgliederung betrifft, so kann es für die Projektmitglieder schwierig sein, in die alten, oftmals versteinerten Strukturen zurückzukehren. Spannungen treten vor allem dann auf, wenn das Projektmitglied im Zuge der Projektdurchführung nicht die Abteilungsinteressen vertreten hat.

## Differenzierung Primär- und Sekundärorganisation
Da die Linien-Projektorganisation stärker als andere Formen zwischen Primär- und Sekundärorganisation differenziert, erfordert sie ein hohes Maß an Problembewusstsein seitens der Linienabteilungen. Tendenziell kritische Phasen sind daher die Etablierung und der Start sowie der Abschluss. Während des Projekts hingegen ermöglicht diese Organisationsform eine vergleichsweise hohe Stabilität.
Zur Lösung von Projektaufgaben muss nicht grundsätzlich eine eigenständige Projektorganisation eingerichtet werden. Das Projekt kann auch in die gegebene Aufbauorganisation integriert werden. Dies gilt vor allem für funktional ausgerichtete Projekte, wie z. B.:
- Markteinführungsprojekte, die der Einführung von neuen Produkten am Markt dienen.
- Entwicklungsprojekte, die zur Entwicklung neuer Produkte in der Produktion eingesetzt werden.
- Informatikprojekte, die in der Verwaltung eingerichtet werden, um die Informations- und Kommunikationstechnologie zu verbessern.

Der Einsatzbereich der Linien-Projektorganisation umfasst besonders den Bereich der umfangreichen, langandauernden, schwierigen und intensiven Projekte. Typische Anwendungsfelder dieser Organisationsform finden sich im Anlagenbau, dem Hoch- und Tiefbau und dem Bereich Forschung und Entwicklung. In extremen Ausprägungen der Linien-Projektorganisation kann diese die Primärorganisation auf wenige Zentralbereiche zurückdrängen und selbst zum primären Organisationsprinzip werden. Diese Strukturen finden sich häufig in forschungsintensiven Organisationen und Unternehmen im Anlagen-, Hoch- und Tiefbau.

## Vor- und Nachteile
Vorteile
- Bessere Koordination durch fachliche Zuordnung
- Fähige Mitarbeiter müssen nicht an andere Fachabteilungen abgegeben werden
- Bereichsressourcen stehen unmittelbar dem Projekt zur Verfügung

Nachteile
- Die Bedeutung der Projekte wird aufbauorganisatorisch nicht deutlich
- Die Stellung und Durchsetzungskraft des Projektmanagers ist von den Intentionen des Fachabteilungsleiters abhängig
- Weniger Identifikation der Unternehmensleitung mit dem Projekt